# Лоперамід
Лоперамід (лат. Loperamidum, англ. Loperamide) — синтетичний препарат, що є похідним фенілпіперидину, є стимулятором опіатних рецепторів, та має протидіарейну дію. Лоперамід застосовується перорально. Лоперамід уперше синтезований Паулем Янссеном у лабораторії його компанії «Janssen Pharmaceutica» у 1969 році на основі досліджень похідних опіатів, та застосовується у клінічній практиці з 1976 року.

## Фармакологічні властивості
Лоперамід — синтетичний препарат, що є похідним фенілпіперидину та належить до групи протидіарейних засобів. Механізм дії лопераміду відрізняється від механізму дії інших препаратів цієї групи, і полягає у стимулюванні μ-підвидів опіатних рецепторів стінки кишки, що призводить до зменшення виділення ацетилхоліну і простагландинів, наслідком чого є зниження пропульсивної перистальтики, після чого збільшується час проходження кишкового вмісту по кишці, наслідком чого є подовження часу всмоктування води та електролітів у кишці, а також подовження дії захисних імуноглобулінів у стінках та просвіті кишки. кінцевим наслідком чого є зменшення діареї. Лоперамід також підвищує тонус анального сфінктера, що призводить до зменшення позивів до дефекації та тривалішого утримання калу в прямій кишці. Препарат також знижує секрецію слизу у товстій кишці, причому антисекреторний ефект забезпечується як через вплив на опіоїдні рецептори, так і на інші види рецепторів. Хоча й лоперамід є структурним аналогом наркотичних анальгетиків з ряду опіатів, зокрема фентанілу і піритраміду, він не має знеболювального ефекту, та не проходить через гематоенцефалічний бар'єр. Лоперамід застосовується для симптоматичного лікування діареї в дорослих та дітей від 12 років, переважно при синдром подразненого кишечника та діареї неінфекційного походження, а також при діареї мандрівників. При діареї інфекційного походження застосування препарату проводиться з великою обережністю, оскільки зниження виділення фекалій із вмістом інфекційних токсинів може спричинити посилення інтоксикації організму. Препарат також протипоказаний до застосування дітям раннього віку, оскільки при його застосуванні у дітей до 2 років особливо часто спостерігається зупинка перистальтики кишки, наслідком якої у значній частині цих випадків є смерть дитини. Оскільки структурно лоперамід подібний до наркотичних анальгетиків, частина осіб, які страждають наркотичною залежністю, роблять спроби за допомогою високих доз лопераміду отримати наркотичне сп'яніння. Проте ці спроби не призводять до появи сп'яніння, а лише спричинюють зупинку дихання і серцевої діяльності від передозування препарату, наслідком чого є кома і смерть. Ці факти призвели до появи звернення від FDA до аптечних працівників і фармвиробників фасувати лоперамід та продавати його невеликими пакуваннями, оптимальним фасуванням вказано пакування по 8 таблеток.

### Фармакокінетика
Лоперамід повільно та не повністю (лише близько 40 %) всмоктується після перорального застосування, біодоступність препарату є дуже низькою у зв'язку з ефектом першого проходження через печінку. Максимальна концентрація лопераміду в крові досягається протягом 5—8,5 годин. Лоперамід не проникає через гематоенцефалічний бар'єр, проникає через плацентарний бар'єр та виділяється в грудне молоко. Метаболізується препарат у печінці з утворенням неактивних метаболітів. Виводиться препарат переважно з калом у вигляді метаболітів, дуже незначна кількість лопераміду виводиться із сечею. Період напіввиведення препарату становить 9—14 годин, при порушенні функції печінки цей час може збільшуватися.

## Показання до застосування
Лоперамід застосовується для симптоматичного лікування діареї в дорослих та дітей від 12 років, переважно при синдром подразненого кишечника та діареї неінфекційного походження, а також для регуляції дефекації у хворих із колостомою.

## Побічна дія
При застосуванні лопераміду можуть спостерігатись наступні побічні ефекти:
- Алергічні реакції та з боку шкірних покривів — шкірний висип, свербіж шкіри, синдром Лаєлла, кропив'янка, синдром Стівенса-Джонсона, набряк Квінке, мультиформна еритема.
- З боку травної системи — запор, сухість в роті, нудота, блювання, кольки у животі, диспепсія, метеоризм, кишкова непрохідність, мегаколон.
- З боку нервової системи — запаморочення, слабість, сонливість, порушення координації рухів, міоз, втрата свідомості, ступор.
- З боку серцево-судинної системи — артеріальна гіпертензія.
- З боку сечостатевої системи — затримка сечі.

## Протипокази
Лоперамід протипоказаний при підвищеній чутливості до препарату, дітям віком до 12 років, кишковій непрохідності, шигельозі, сальмонельозі, кампілобактеріозі, неспецифічному виразковому коліті, псевдомембранозному коліті, у I триместрі вагітності.

## Форми випуску
Лоперамід випускається у вигляді таблеток і желатинових капсул по 0,002 г; розчину та суспензії для перорального застосування; а також у комбінації з симетиконом.

## Синоніми
Diamode, Imodium, Imodium Multi-symptom Relief